# Stirnhaubentapaculo

Verbreitungsgebiet des Stirnhaubentapaculos in Brasilien

Der Stirnhaubentapaculo (Merulaxis stresemanni), auch als Stresemanntapaculo bezeichnet, ist eine Vogelart aus der Familie der Bürzelstelzer. Er kommt in den brasilianischen Bundesstaaten Bahia und Minas Gerais vor. Zusammen mit dem Braunbauchtapaculo (Merulaxis ater), dem er sehr ähnlich sieht, bildet er die Gattung der Stirnhaubentapaculos (Merulaxis). Das Artepitheton bezieht sich auf den deutschen Ornithologen Erwin Stresemann.

## Beschreibung
Der Stirnhaubentapaculo erreicht eine Größe von 20 cm. Das Gefieder des Männchens ist grau-bleifarben. Schwanz und Flügel zeigen eine bräunliche Tönung. Bürzel, Oberschwanzdecken und Steiß sind dunkel rötlich-kastanienbraun. Die Stirn ist durch lange spitze Borsten charakterisiert. Der schlanke Schnabel ist dunkel. Das Weibchen zeigt eine zimtbraune Oberseite und eine hell zimtbraune Unterseite. Der Schwanz ist dunkler.

## Lebensraum und Lebensweise
Über seine Lebensweise ist nur sehr wenig bekannt. Er geht auf dem Boden auf Nahrungssuche und bewohnt feuchte Wälder in Höhenlagen bis 800 m.

## Status
Bis 1995 war der Stirnhaubentapaculo nur von zwei Individuen bekannt. Der Holotypus wurde in den 1830er-Jahren nahe Salvador da Bahia gesammelt. Das zweite Exemplar wurde 1945 in der Nähe von Ilhéus in Bahia nachgewiesen. Danach blieb die Art verschollen, bis 1995 bei Fazenda Jueirana in Bahia ein Männchen fotografiert und dessen Gesang aufgenommen wurde. Nachdem nachfolgende Suchen in der Region fehlschlugen, wurde erst 2005 eine neue Population im Jequitinhonha-Tal in Minas Gerais entdeckt. Die größte Gefährdung stellt die rapide Zerstörung des Atlantischen Regenwaldes und die Umwandlung der Waldflächen in Kakaoplantagen dar. BirdLife International schätzt die Population auf 50 bis 250 Exemplare. Im Oktober 2012 gelang es erstmals ein Weibchen an seinem Nest zu fotografieren.